# Stephen Franklin (Babylon 5)
Stephen Franklin este un personaj principal în universul fictiv al serialului de televiziune ][science-fiction]] Babylon 5. Este interpretat de Richard Biggs. Ocupă funcția de medic-șef al stației spațiale Babylon 5. 
În 2258, el a fost repartizat pe Babylon 5 ca chirurg șef după revenirea pe Pământ a Dr. Benjamin Kyle. A stat acolo patru ani. 
La sfârșitul seriei, Franklin era încă șeful cercetărilor xenobiologice de pe Pământ. Când Sheridan a aflat că e pe moarte, Franklin a mers pe Minbari pentru o ultimă petrecere. De acolo, Franklin a călătorit pe Babylon 5, unde a asistat la dezafectarea și distrugerea stației. J. Michael Straczynski a spus că Franklin moare în cele din urmă în timp ce explorează o planetă necunoscută, dar nu a dezvăluit detaliile despre exact cum sau când moare.
Deoarece Richard Biggs a murit în mai 2004, personajul său Franklin nu a mai apărut în niciun viitor film sau serial de televiziune Babylon 5. Când Biggs a murit, Straczynski lucra la un scenariu din Babylon 5 intitulat Memoria Umbrelor. Straczynski a decis să nu dea altui actor rolul personajul Franklin și a rescris scenariul pentru a-l scoate din poveste. În antologia Babylon 5: The Lost Tales, se explică că atât Franklin cât și G'Kar - jucat de Andreas Katsulas care a murit în februarie 2006 - au plecat pentru a explora spațiul dincolo de „marginea galactică”. 